# Хохберг, Александер I фон
Александер I фон Хохберг (нем. Alexander I. Friedrich-Wilhelm Georg Conrad (Konrad)-Ernst-Maximilian von Hochberg) (1 февраля 1905, Лондон — 22 февраля 1984, Польенса) — 5-й и 10-й титулярный князь Плесский, граф фон Хохберг и барон Фюрстенштайнский. Германский и польский бизнесмен, военный, британский разведчик, глава аристократического рода фон Хохбергов.

## Биография
Родился в Лондоне 1 февраля 1905 года в доме 29 на Брутон стрит, принадлежавшем Редверсу Буллеру, специально арендованым его отцом для рождения сына, поскольку мать Александера хотела, чтобы её второй ребёнок родился британцем. Был крещён 28 февраля преподобным Эдгаром Шеппердом в Королевской капелле Сент-Джеймсского дворца с участием его дяди, Джорджа Корнуоллис-Уэста и бабки Мэри Корнуоллис-Уэст. Крёстными родителями стали друзья семьи — британская королева Александра, принц Георг Уэльский и германский наследный принц Вильгельм, в честь которых получил свои имена в дополнение к имени предка — графа Конрада-Эрнста-Максимилиана фон Хохберга, был известен под семейным прозвищем «Лексель».

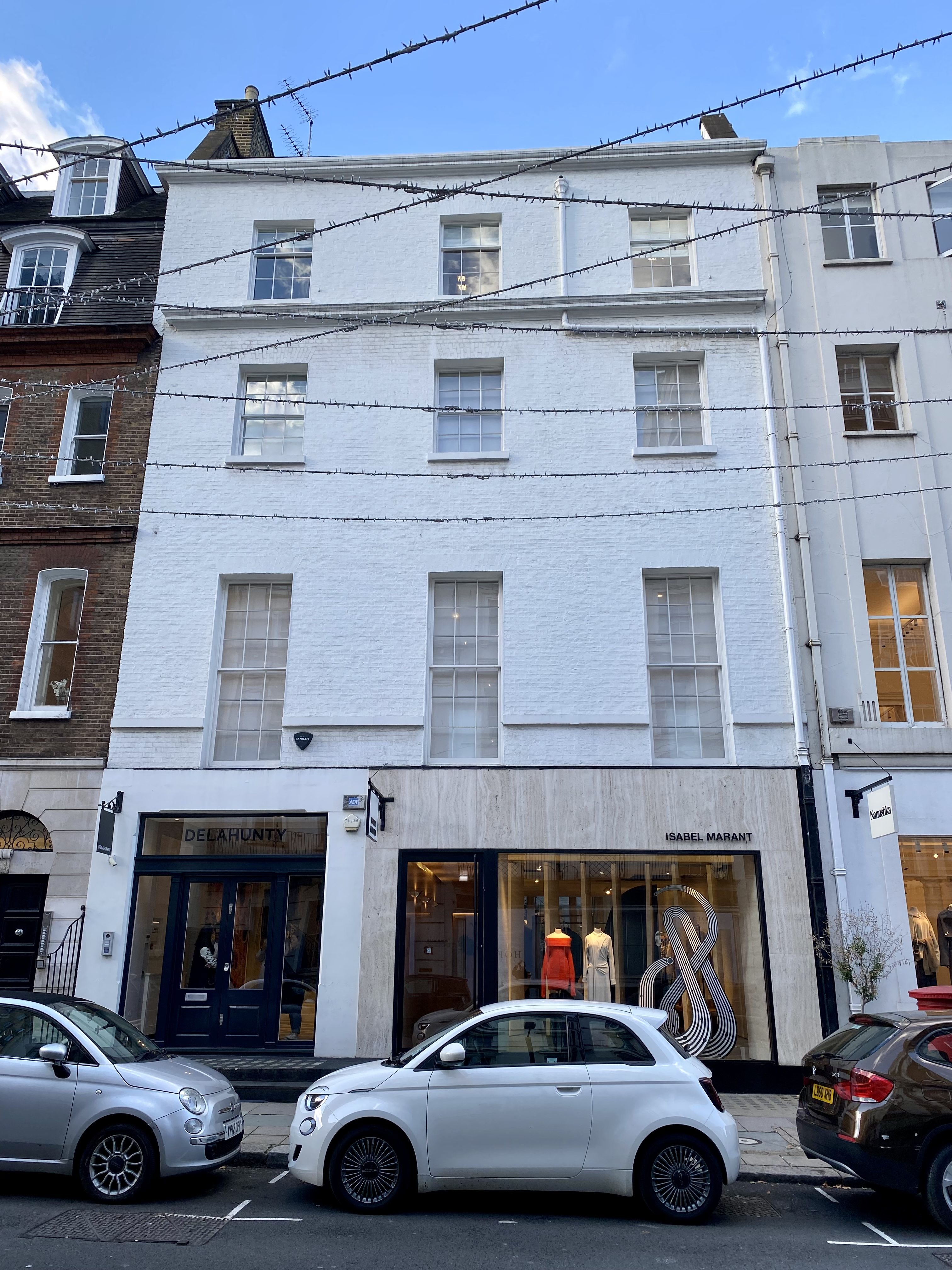
Современный вид дома № 29 по Брутон стрит в Лондоне в котором родился граф Александер фон Хохберг
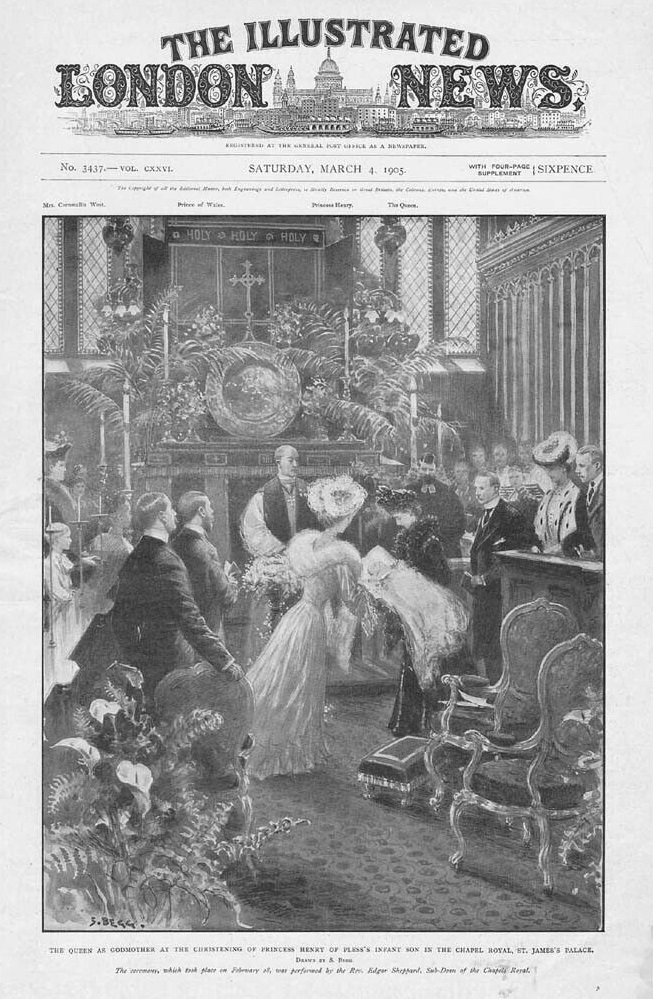
Обложка «The Illustrated London News» с изображением сцены крещения графа Александера фон Хохберга в Королевской капелле Сент-Джеймсского дворца
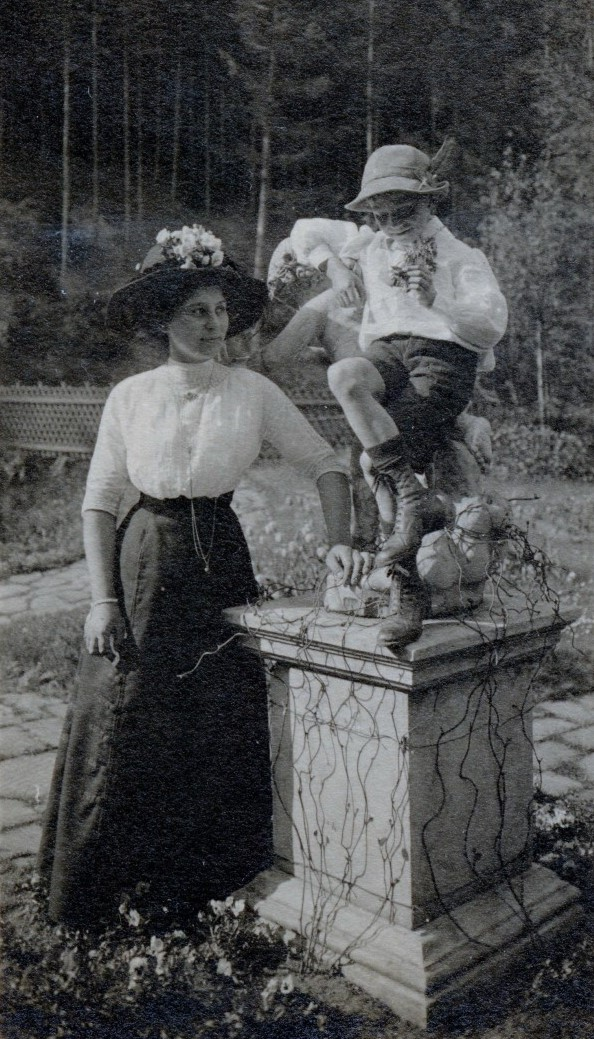
Граф Александер фон Хохберг со своей гувернанткой. Замок Фюрстенштайн, 1910 год
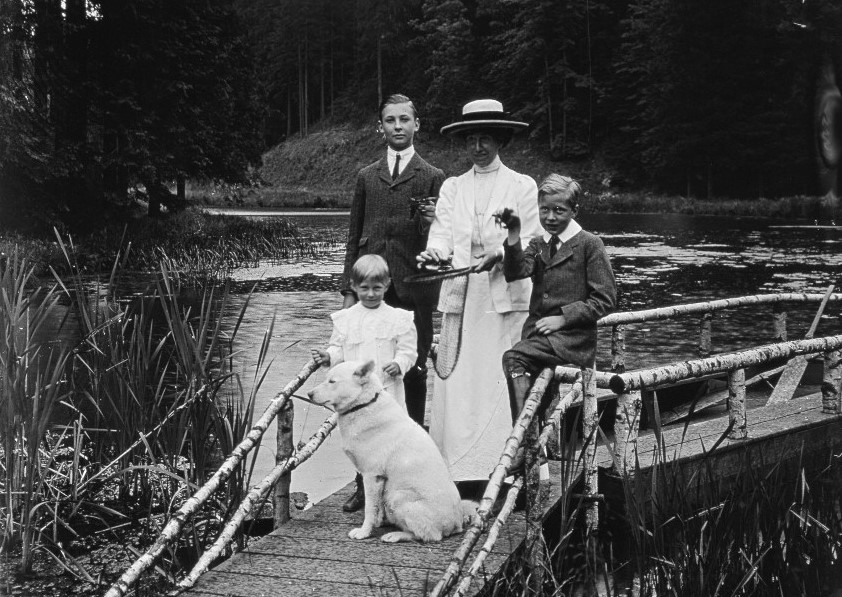
Граф Александер фон Хохберг со своими братьями и гувернанткой в окрестностях замка Фюрстенштайн. Около 1914 года
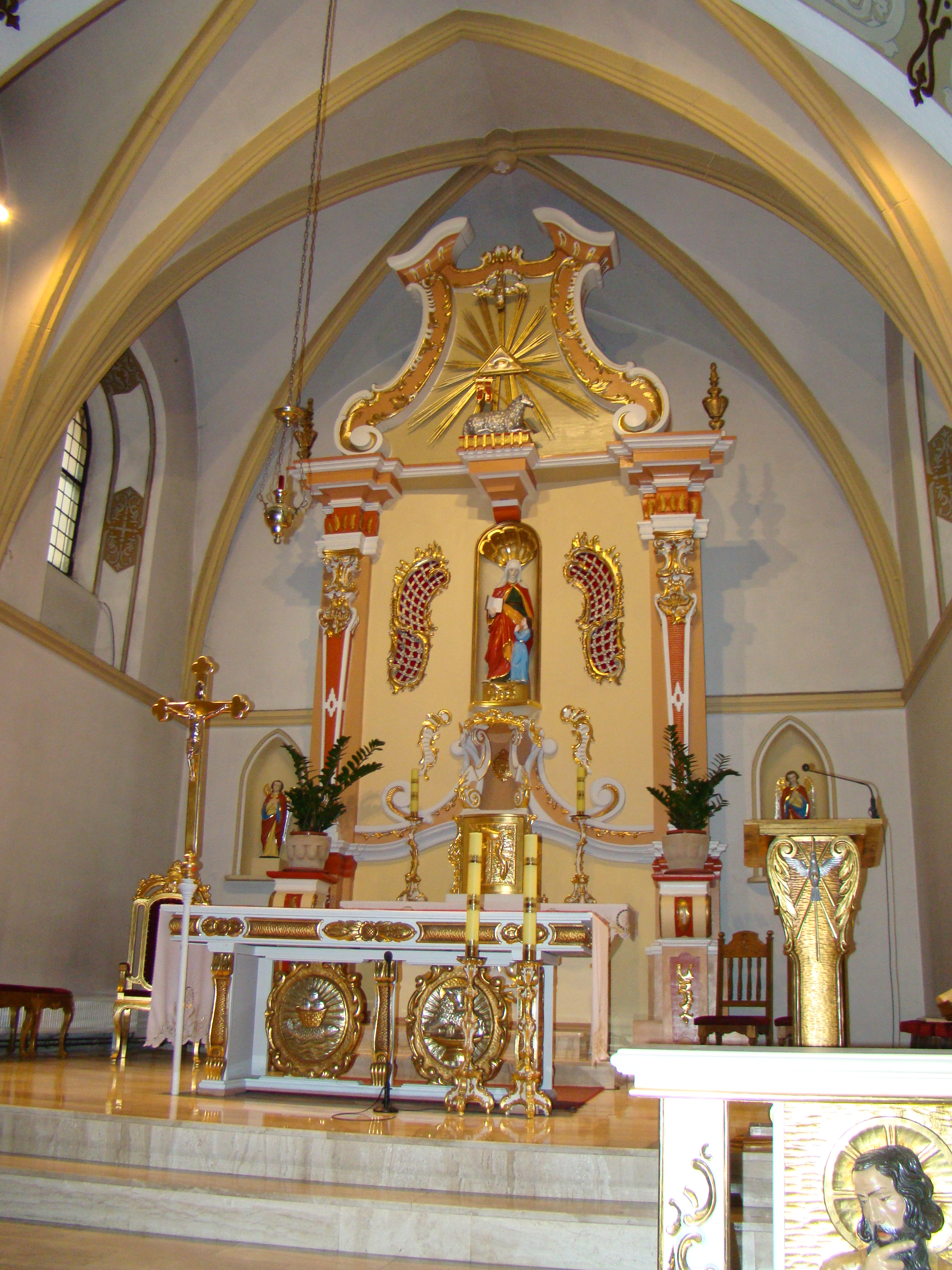
Алтарь церкви Святой Анны в Нидер-Зальцбрунне, у которого граф Александер фон Хохберг принял католическую веру 17 октября 1920 года
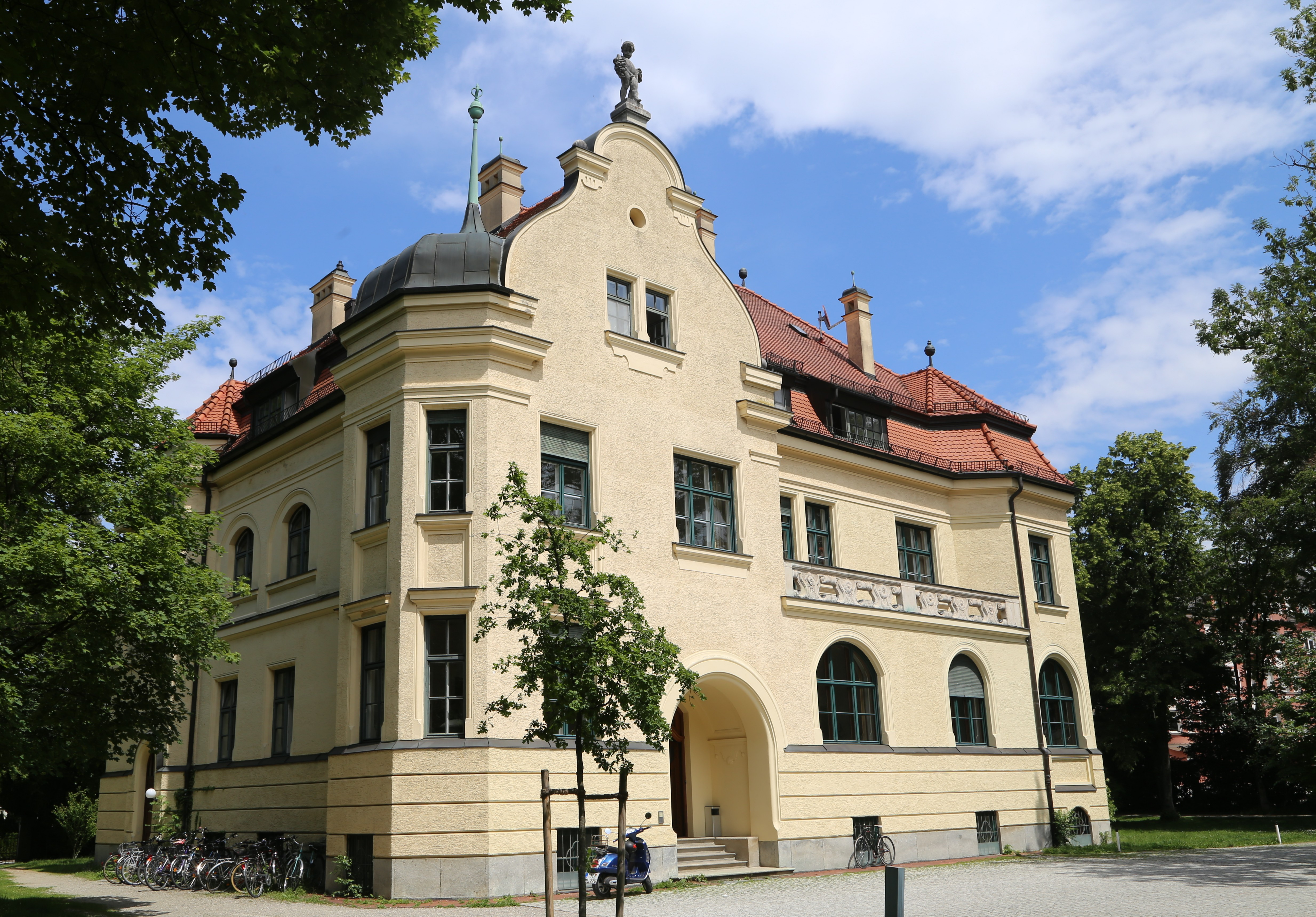
«Вилла Бургомистра» в Мюнхене в которий граф Александер фон Хохберг жил со своей матерью
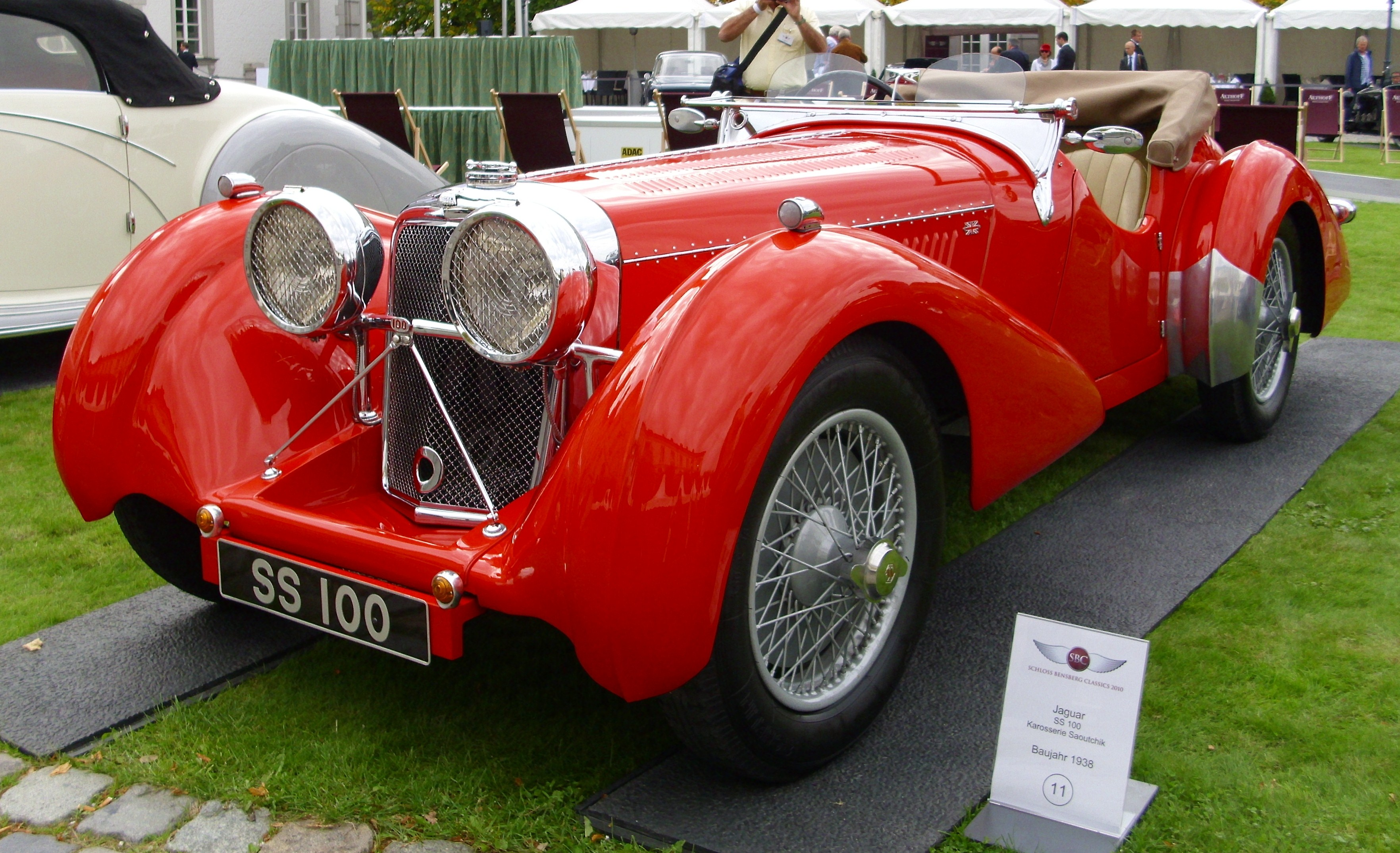
Автомобиль графа Александера фон Хохберга Ягуар SS 100 Saoutchik

Детство провёл, так же как и его родные братья, в родовых поместьях и поместьях многочисленных друзей семьи и родственников — Итон Холле, замке Карвина-Зольца, замке Кличдорф, замке Ланьцут, замке Ритин. Учился у домашних преподавателей, в школах в Потсдаме и Фрайбурге. После развода родителей в 1924 году поселился с матерью в Мюнхене, став её генеральным уполномоченным.

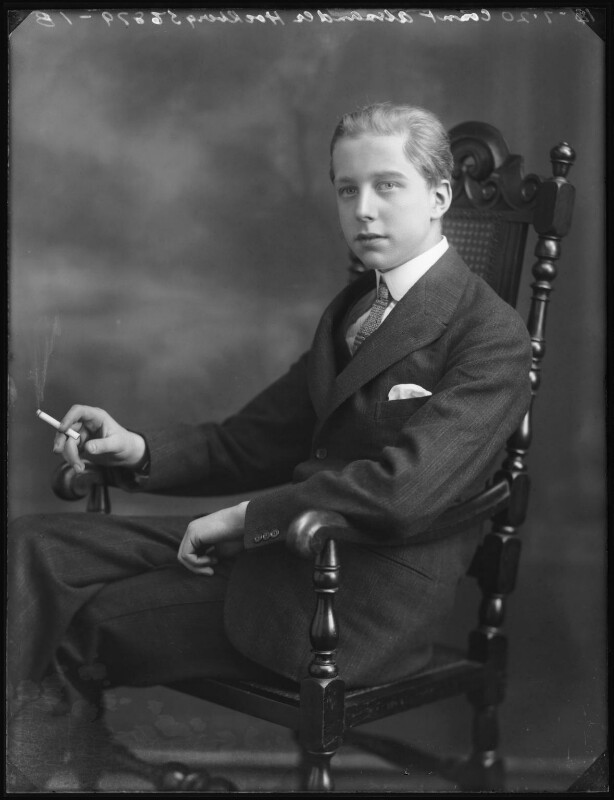
Граф Александер фон Хохберг. Лондон, 14 июля 1920 года. Фотография Студии Бассано
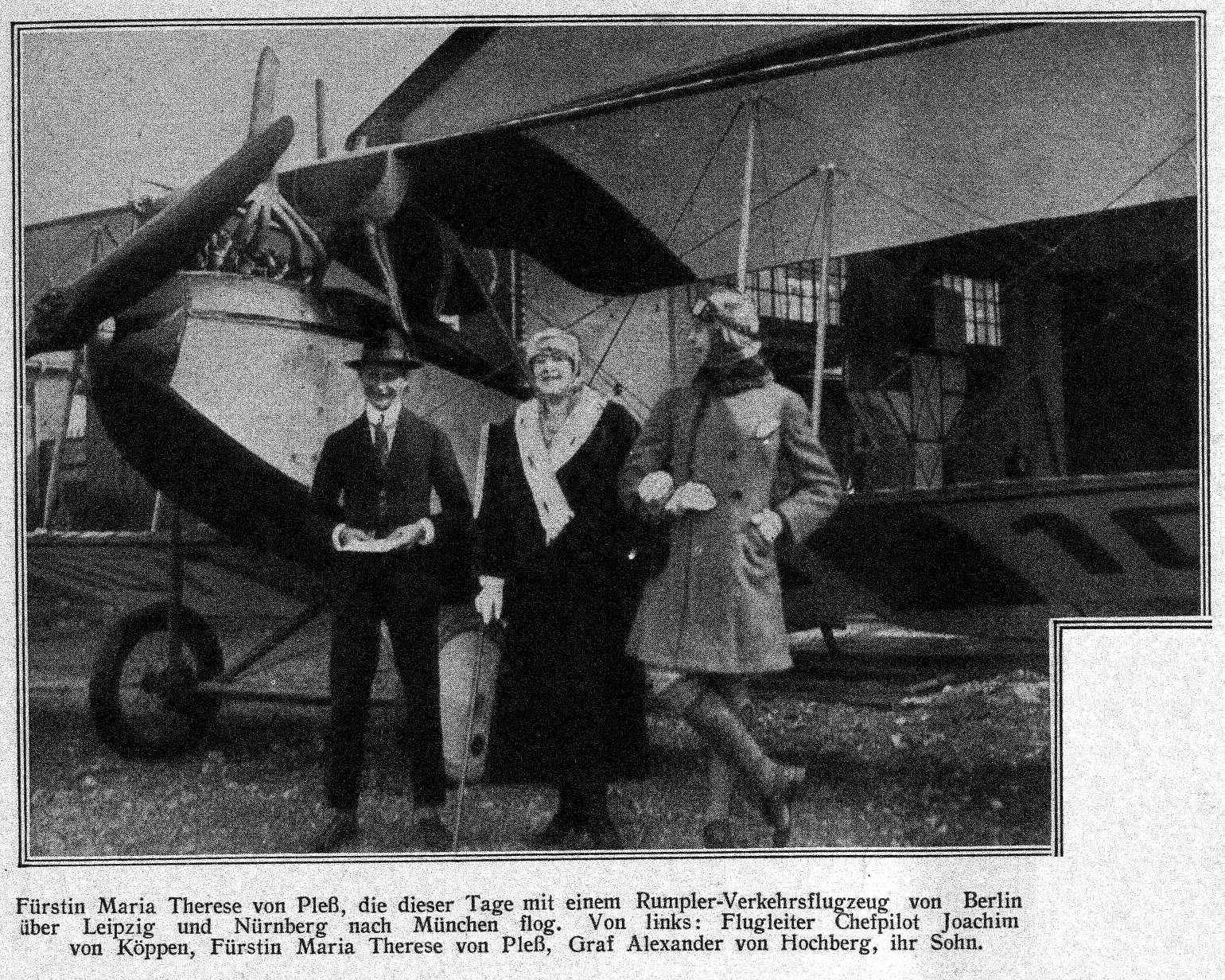
Граф Александер фон Хохберг со своей матерью княгиней Мэри-Терезой Плесской и пилотом Йоахимом фон Кёппеном после перелета Берлин—Лейпциг—Нюрнберг—Мюнхен в июле 1922 года
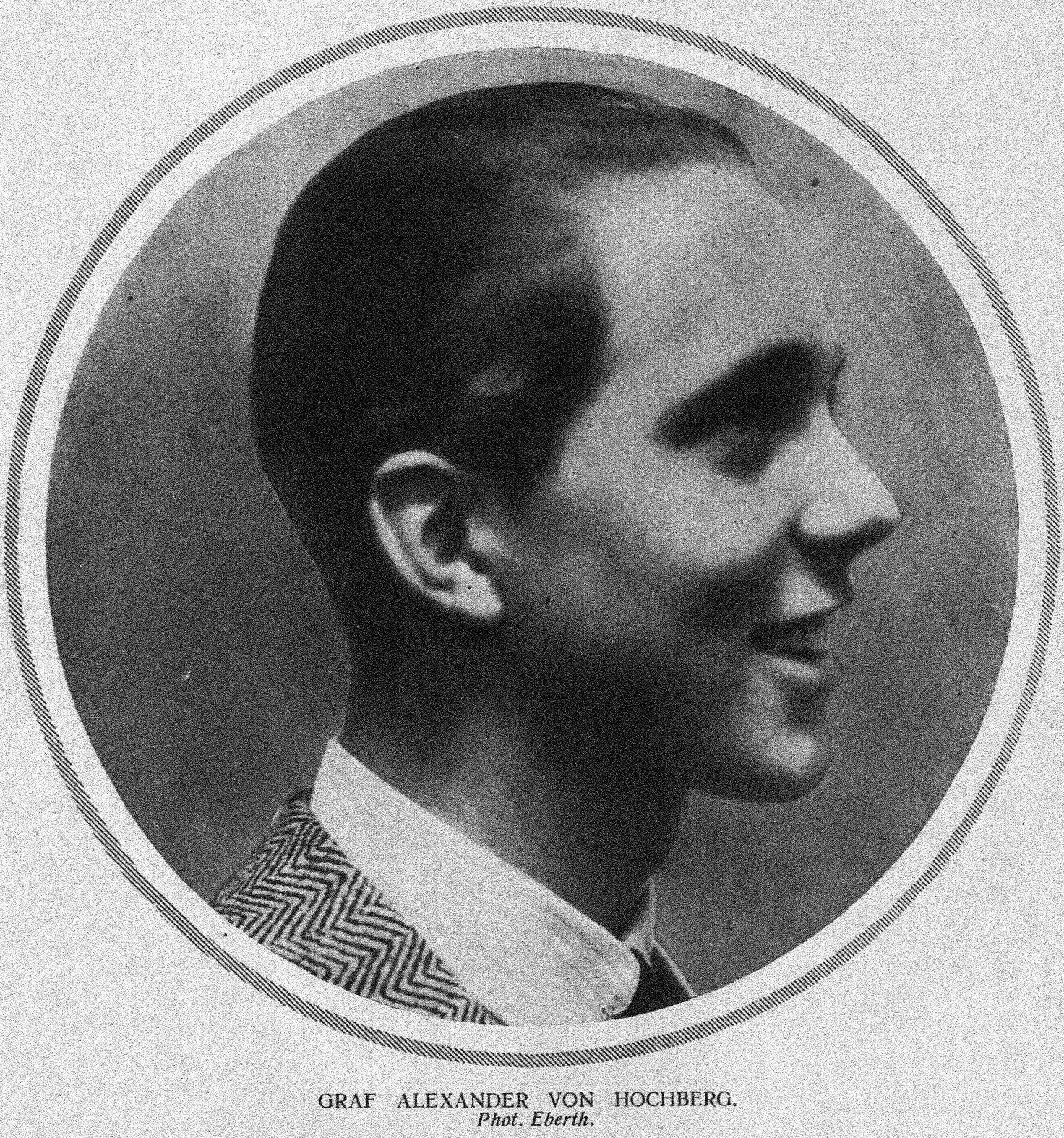
Граф Александер фон Хохберг. Берлин, 1922 год. Фотография Ателье Эберт
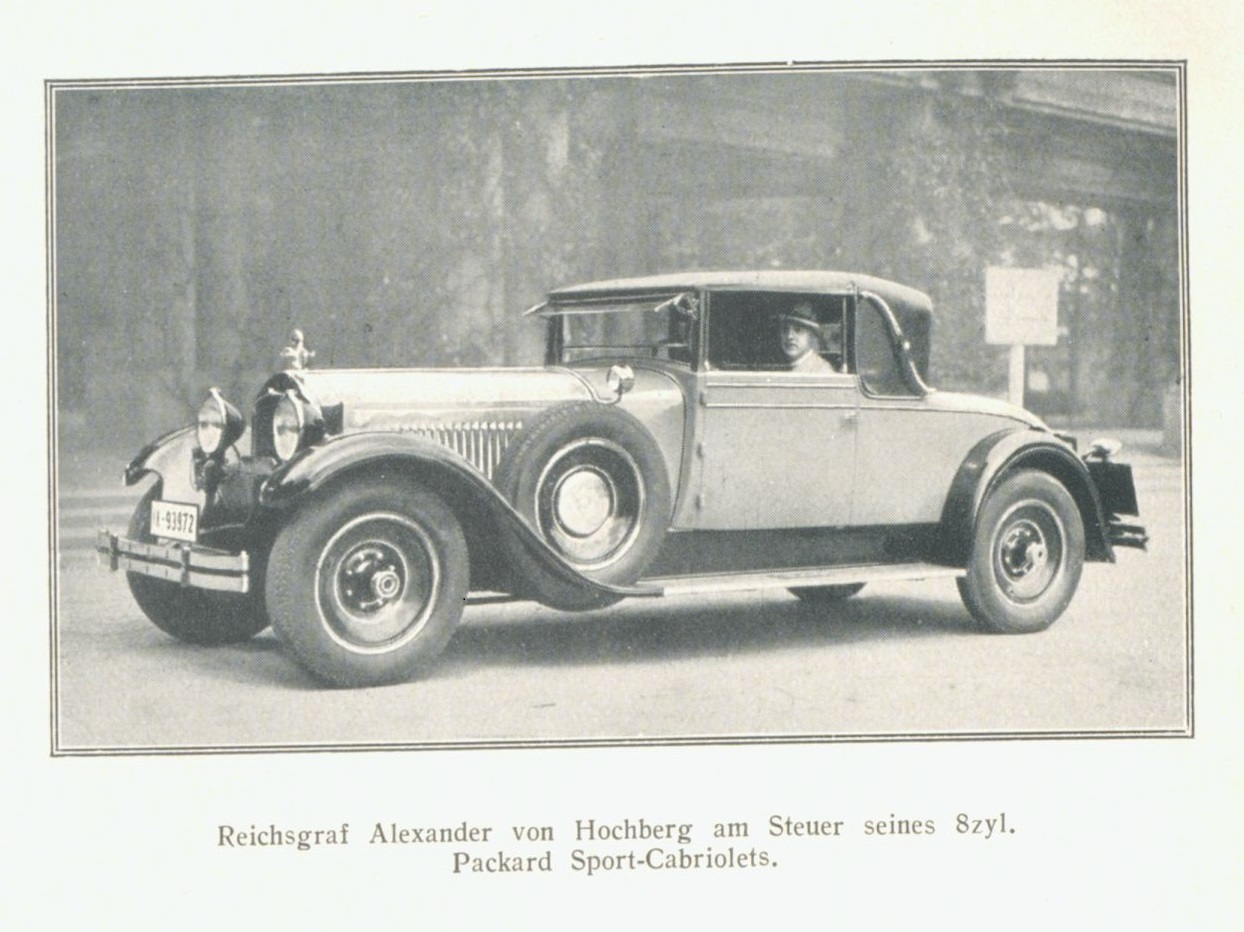
Граф Александер фон Хохберг за рулём своего Пакарда. 1928 год
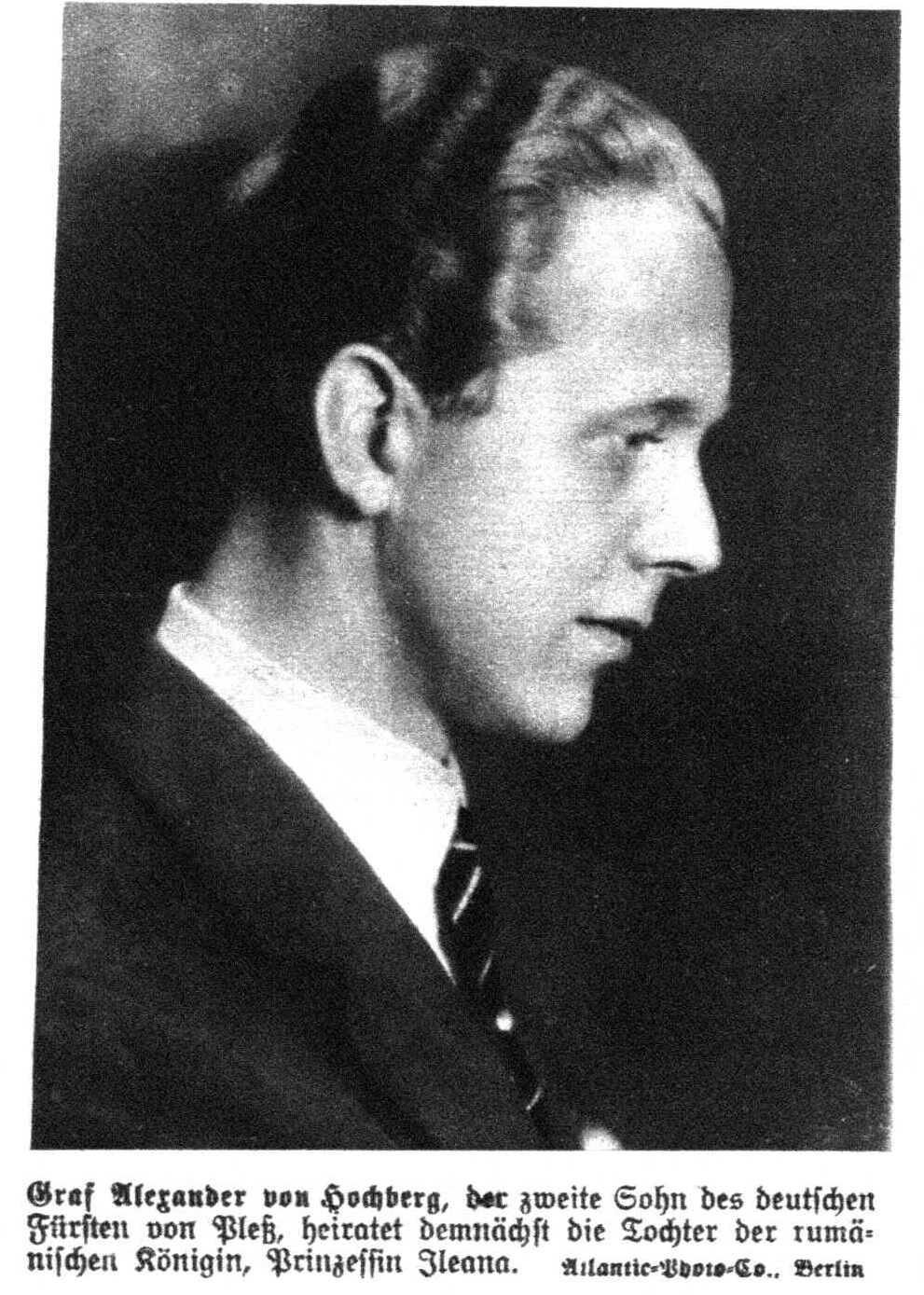
Граф Александер фон Хохберг. Берлин, 1929 год. Фотография Atlantic Photo Co.
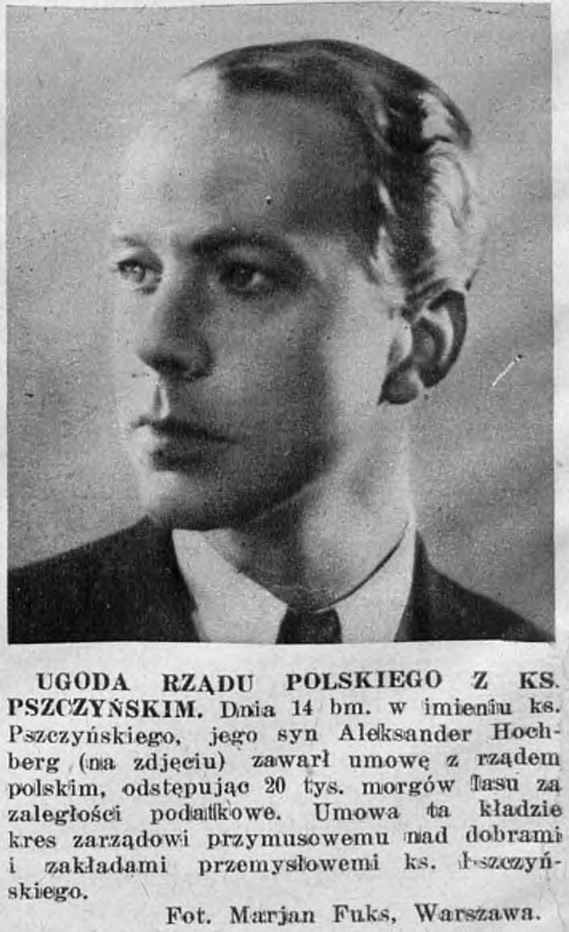
Граф Александер фон Хохберг. Варшава, 1934 год. Фотография Мариана Фукса
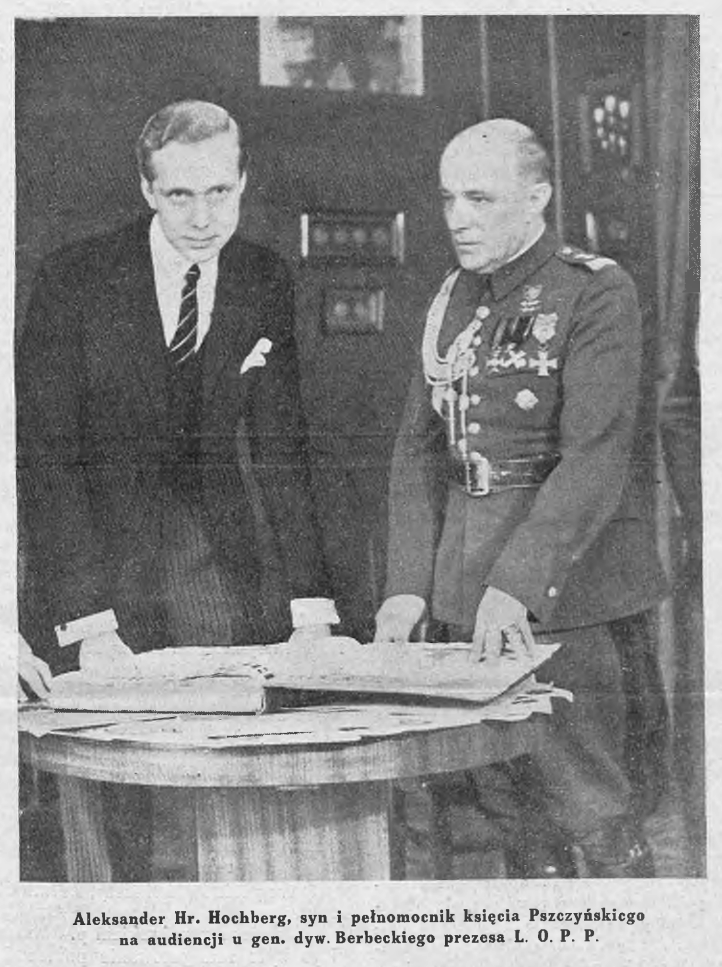
Граф Александер фон Хохберг на аудиенции у президента Лиги противовоздушной и противогазовой обороны Леона Бербецкого. Варшава, 1937 год
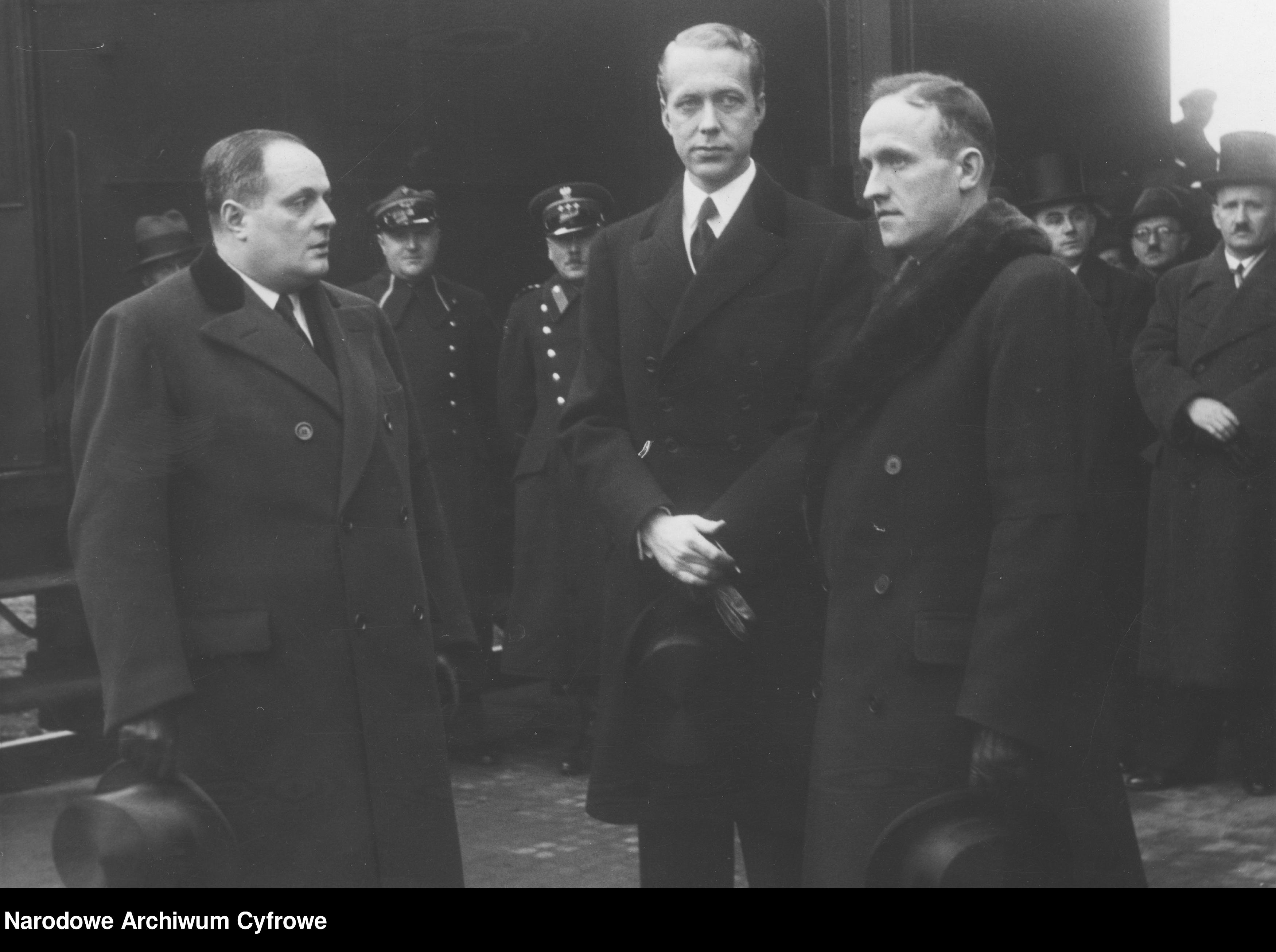
Граф Александер фон Хохберг встречает гроб с телом своего отца на вокзале в Пщине 7 февраля 1938 года

В 1924 году, будучи несовершеннолетним, привлечён вместе со своим другом графом Вернером фон дер Шуленбуром по параграфу 175 как соучастник по делу о гомосексуальном поведении Фридриха Лангнера. Апелляционным судом приговор был отменён, а дело прекращено из-за отсутствия доказательств.
После учёбы 1926—1929 годах в Оксфордском университете, где окончил, вероятно Математический институт, стажировался в Найтсбриджском отделении банка «Барклейс» в Лондоне.
В 1930 году помолвлен с принцессой Илеаной Румынской, помолвка расторгнута по инициативе принцессы.
В 1936 году назначен отцом вместо старшего брата генеральным уполномоченным, став новым фактическим хозяином «Плесского концерна» и переселяется в Пщину, начав демонстрировать лояльность Польше: в 1937 году дарит земельный участок в 30 гектаров в окрестностях Пщины для строительства аэродрома Лиги противовоздушной и противогазовой обороны, становится членом Польского автомобильного клуба, приобретает 6-ти комнатные апартаменты в первом польском «небоскрёбе Пруденшиал хаусе» в Варшаве.
Принял польское гражданство 23 декабря 1937 года — паспорт был вручён Силезским воеводой Михалом Гражиньским, однако, в 1939 году оно было аннулировано.
1 сентября 1939 года получив британский паспорт от вице-консула в Катовице Джона Туэйтса с помощью Клэр Холлингворт, передавшей копию его свидетельства о рождении в Лондоне, эмигрирует во Францию. В 1940 году внесён в Особый розыскной список Великобритании Главного управления имперской безопасности.
По личной рекомендации Аркадиуша Божека под именем «Александера Хохберга-Пщиньского» 1 мая 1941 года поступает рядовым во 2-й Корпус Войска Польского. Переводчик и связной при штабе 3-й Карпатской стрелковой дивизии. Служит в сопровождении Владислава Андерса, затем личный переводчик графа Тадеуша Коморовского. После демобилизации в Великобритании в 1948 году возвращается во Францию вместе с двоюродной сестрой своей матери эмигрировавшей из Ирландии бывшей гувернанткой в семье Артура Боппа Эдвиной Фитц-Патрик, живёт в Сен-Тропе
. Директор германского представительства банка «Аллен энд Компани». В 1972 году получил ирландское гражданство.

## Награды
- Звезда 1939—1945
- Итальянская звезда
- Медаль Войны 1939—1945
- Серебряный Крест Заслуги с мечами
- Бронзовый Крест Заслуги с мечами
- Крест «За Монте Кассино»

## Титулы
- 1 февраля 1905 — 26 января 1984 — Граф фон Хохберг, барон Фюрстенштайнский
- 26 января 1984 — 22 февраля 1984 — Его Светлость Князь Плесский, граф фон Хохберг, барон Фюрстенштайнский